# Citrato de plomo
El citrato de plomo es una sal formada por la reacción del ácido cítrico en óxido de plomo. Es un compuesto pesado y muy tóxico, algo soluble en agua y no suele corroer otros metales en bajas concentraciones. Su principal uso es como medio de contraste en la microscopía electrónica, en solución del 0.4 % de agua. Se combina muy fácilmente con el dióxido de carbono para formar carbonato de plomo, por lo que es importante evitar exponer las soluciones al aire.